# Sandfältljusmott
Sandfältljusmott (Pyrausta aerealis) är en fjärilsart som beskrevs av Jacob Hübner 1793. Enligt Catalogue of Life ingår sandfältljusmott i släktet Pyrausta och familjen Crambidae, men enligt Dyntaxa är tillhörigheten istället släktet Pyrausta och familjen mott. Enligt den svenska rödlistan är arten starkt hotad i Sverige. Arten förekommer i Götaland samt tillfälligtvis även på Gotland och Öland. Artens livsmiljö är jordbrukslandskap, stadsmiljö. Inga underarter finns listade i Catalogue of Life.

## Bildgalleri

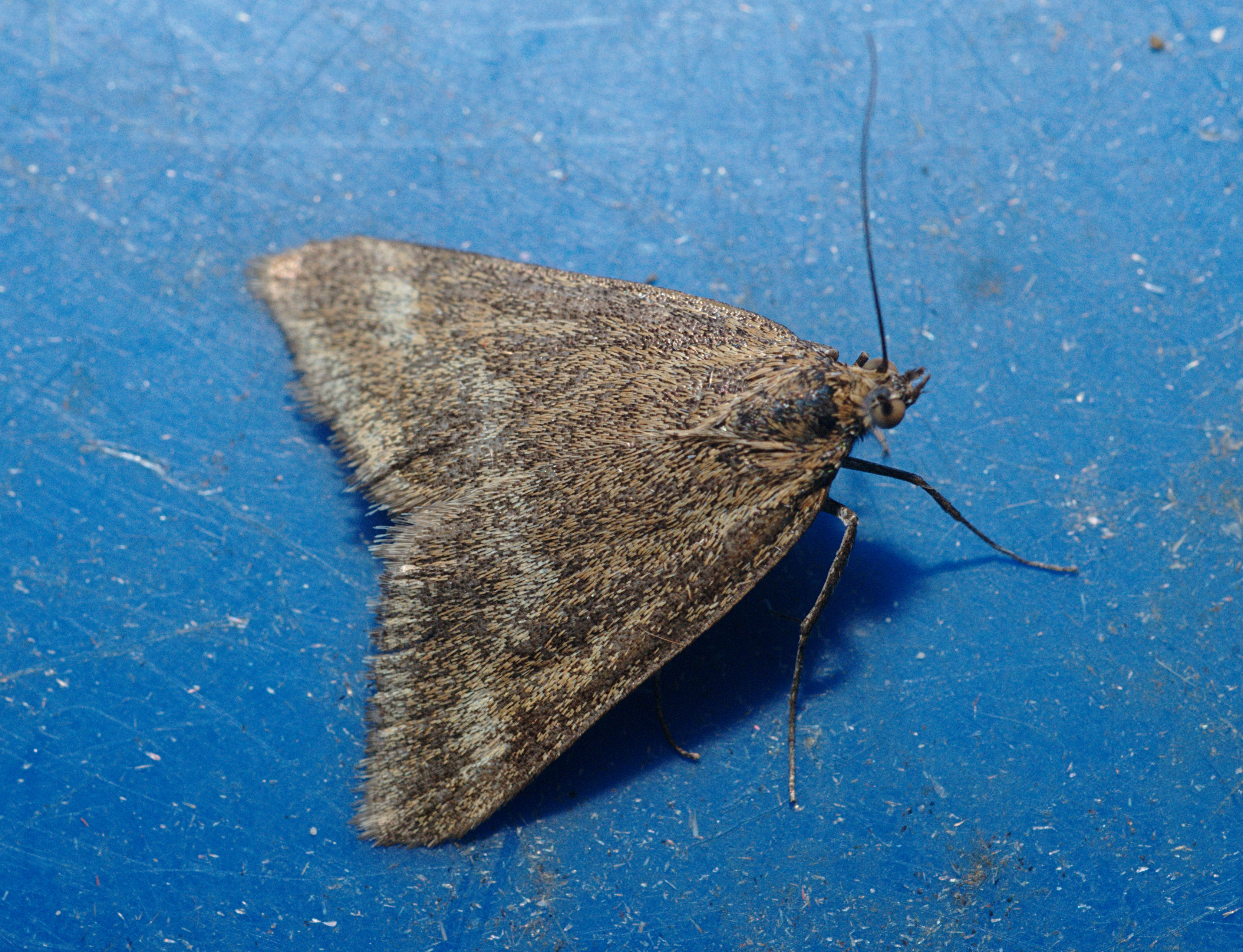
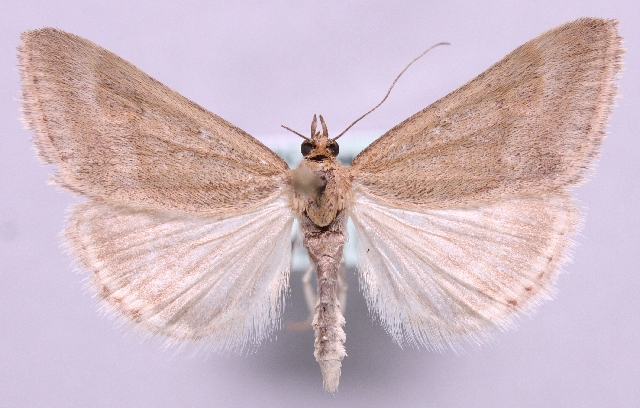